# Zahodni Poljani
Zahodni Poljani (poljsko Polanie, iz staroslovanskega pole,  polje)  so bili zahodnoslovansko in lehitsko pleme, od 6. stoletja naseljeno v porečju Varte v sedanji Velikopoljski. Bili so eno od glavnih plemen v Srednji Evropi in tesno povezani z Vislani, Mazovci, Čehi in Slovaki.

## Zgodovina
V 9. stoletju so Poljani združili več zahodnoslovanskih (lehitskih) skupin severno od Velikomoravske. Plemenska zveza se je pod vodstvom Pjastov razvila v Vojvodino Poljsko, ki je dobila ime po Poljanih.
Najstarejša poimensko omenjena poljska vladarja sta bila legendarna Pjasta Pjast Kolar in Popiel iz 8.-9. stoletja. Prvi zgodovinski vladar je bil Mješko I. (960–992), ki je razširil ozemlje, kasneje imenovano Poljska. Vanjo je vključil Mazovijo, Šlezijo in porečje Visle (Malopoljska)..
Dokument Dagome iudex omenja Poljsko med Mješkovim vladanjem kot Civitas Schinesghe (država Gniezno). Dokument opisuje, da se razteza med Odro in Rusom in Malopoljsko ("Craccoa"/"Alemure") in Baltikom.
Arheološke raziskave so odkrile štiri velike utrdbe ali gradove iz zgodnje poljske države:
- Giecz – mesto, od koder so Pjasti začeli širiti svojo oblast nad drugimi skupinami Poljancev[4]
- Poznanj, največja in verjetno glavna trdnjava v državi[4]
- Gniezno, verjetno versko središče države, česar dosedanje arheološke najdbe še niso dokazale[4]
- Ostrów Lednicki, manjša utrdba na pol poti iz Poznanja v Gniezno[4]

Zahodni Poljani se bili prvič omenjeni okoli leta 1000. Podobno imenovani Vzhodni Poljani, naseljeni okoli sedanjega Kijeva, so bili zadnjič omenjeni leta 944.